# Helius kambanganoides
Helius kambanganoides är en tvåvingeart som beskrevs av Alexander 1931. Helius kambanganoides ingår i släktet Helius och familjen småharkrankar. Inga underarter finns listade i Catalogue of Life.